# 乌克兰陆军第1坦克旅
乌克兰陆军第1坦克旅（羅馬化：1-sha okrema tankova bryhada），全称第1“西維利亞”独立坦克旅，是乌克兰陆军的一个裝甲旅单位，成立于1997年，驻于切爾尼戈夫州洪恰里夫斯凯，隶属于乌克兰北方作战指挥部。

## 历史

### 建立
1990年第72近卫摩托化步兵师第292“诺夫哥罗德”红旗近卫坦克团从基辅州白采尔克瓦移驻切爾尼戈夫州洪恰里夫斯凯。1992年，第72近卫摩托化步兵师归于乌克兰，更名为第72近卫机械化师。1997年，以该师第292坦克团和第25近卫机械化师第280坦克团为基础，组建了第1独立近卫坦克旅。新建的第1坦克旅继承了原第292坦克团的历史荣誉，全称第1“诺夫哥罗德”红旗库图佐夫波格丹·赫梅利尼茨基亚历山大·涅夫斯基红星独立近卫坦克旅。

### 名字变更
2015年11月18日，根据时任乌克兰总统波罗申科第646/2015号总统令，该旅名称简化为第1独立近卫坦克旅。
2016年8月22日，根据波罗申科第344/2016号总统令，禁用近卫荣誉称号，该旅改名为第1独立坦克旅。
2017年8月24日，该旅被授予“西維利亞”的荣誉称号。

## 作战
该旅先后参加了顿巴斯战争和2022年俄罗斯入侵乌克兰作战。
2014年3月，该旅开始参与顿巴斯战争。截至2021年1月10日，该旅损失了59人。
在2022年俄罗斯入侵乌克兰期间，该旅先是负责守卫切尔尼戈夫。至2022年3月31日，该旅成功完成城市防御任务，俄军撤走。该旅随后控制了周边城镇和连接基辅的M01高速公路。然后第1坦克旅被部署到顿巴斯北部，于5月进行休整，7月投入顿巴斯战役。